# Sala del Presidente de los Estados Unidos

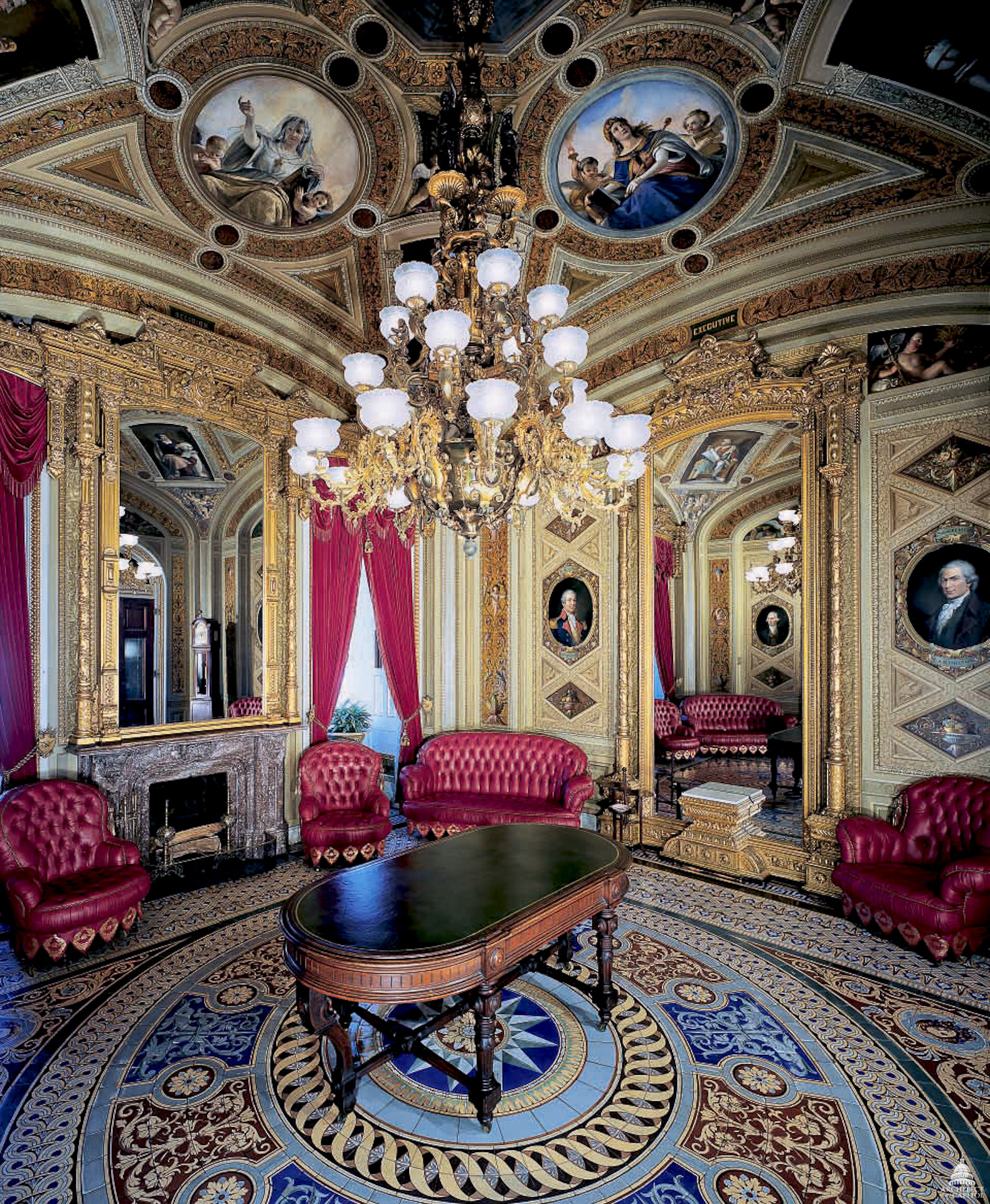
La sala del presidente, fotografiada en 2011

La Sala del Presidente de los Estados Unidos es una de las salas más ornamentadas del Capitolio de los Estados Unidos, ricamente adornada con pinturas al fresco del artista greco-italiano Constantino Brumidi. La sala se completó en 1859 como parte de la gran ampliación del Capitolio, que añadió nuevas alas para el Senado y la Cámara de Representantes y la nueva cúpula de hierro fundido. La Sala del Presidente es la habitación número S-216.

## Historia
Cuando los arquitectos diseñaron el nuevo ala del Senado a principios de la década de 1850, los senadores les ordenaron que incluyeran una Sala del Presidente, en parte para simbolizar la responsabilidad constitucional del Senado de brindar al Presidente de los Estados Unidos asesoramiento y consentimiento sobre nominaciones y tratados. Los presidentes utilizaron la sala para convertir la legislación en ley al final de cada sesión del Congreso. Esta práctica terminó en 1933 con la ratificación de la Vigésima Enmienda a la Constitución de los Estados Unidos, que estableció fechas de finalización diferentes para los mandatos presidenciales y del Congreso. Aunque ocasionalmente lo utilizan los presidentes, hoy en día la sala es utilizada principalmente por senadores para entrevistas y conferencias de prensa.En 1991, la Comisión de Arte del Senado restauró el mobiliario histórico de la sala para devolverle su estilo a la década de 1870. El techo y las paredes también fueron restaurados para recuperar sus colores brillantes y detalles sutiles originales, y los espejos fueron redorados. A la sala sólo se puede acceder mediante una visita guiada con un miembro del personal del Congreso cuando el Senado no está en sesión.
Durante el juicio político a Bill Clinton, el presidente del Tribunal Supremo, William Rehnquist, utilizó la Sala del Presidente como oficina. El presidente del Tribunal Supremo, John Roberts, utilizó la sala como oficina durante el primer juicio político contra Donald Trump.

### Uso por parte de los presidentes

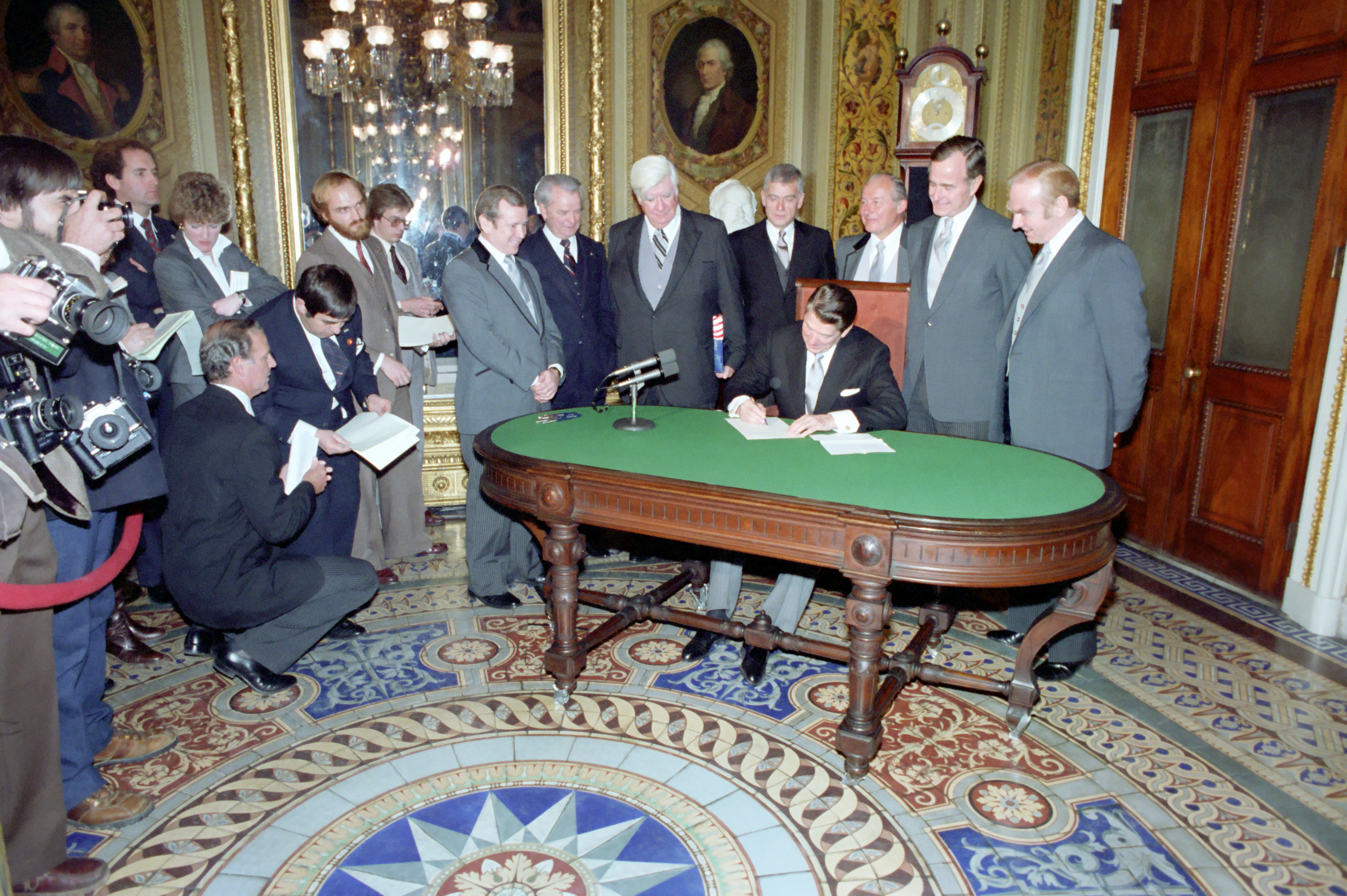
Ronald Reagan firma la Orden Ejecutiva sobre la Congelación de Contrataciones Federales y las Nominaciones de Miembros del Gabinete en la Sala del Presidente el 20 de enero de 1981

La sala fue utilizada por primera vez por el presidente James Buchanan el 4 de marzo de 1861, en un momento de gran peligro para la nación, después de que varios estados del sur abandonaran la Unión y un mes antes de que comenzara la Guerra Civil. El país todavía estaba en guerra el 3 de marzo de 1865, cuando el presidente Abraham Lincoln visitó la Sala del Presidente para firmar la habitual oleada de leyes de final de sesión. Allí recibió noticias del general de la Unión Ulysses S. Grant de que el general confederado Robert E. Lee había solicitado una reunión para discutir "los temas de controversia entre los beligerantes".
Después de consultar con el Secretario de Guerra Edwin M. Stanton y el Secretario de Estado William Henry Seward, Lincoln respondió a través de Stanton que Grant no debía conferenciar con el general confederado, "a menos que fuera para la capitulación del ejército del general Lee", sino que debía "presionar al máximo sus ventajas militares".
Lee entregó el Ejército del Norte de Virginia a Grant el mes siguiente. Una docena de años después, el 3 de marzo de 1877, el presidente Grant utilizó la Sala del Presidente para firmar la legislación promulgada durante los últimos días del cuadragésimo cuarto Congreso.
Woodrow Wilson tenía grandes planes para esta sala cuando asumió la presidencia en 1913. Como primer presidente demócrata en dieciséis años, tenía la intención de utilizar la Sala del Presidente como oficina de trabajo para reunirse con los demócratas del Congreso, que controlaban ambas cámaras por primera vez en dieciocho años. Al principio, Wilson visitaba el Capitolio con frecuencia, pero lo hizo con menos frecuencia a medida que el apoyo a su agenda legislativa flaqueaba y sus relaciones con el Congreso se deterioraban. Los republicanos, que recuperaron la mayoría en el Senado en 1918, resentieron el fracaso de Wilson en consultar con el Senado antes de negociar el tratado que puso fin a la Primera Guerra Mundial, al igual que muchos miembros del propio partido de Wilson, y el presidente sufrió una derrota humillante cuando el Senado rechazó el Tratado de Versalles el 19 de noviembre de 1919 y nuevamente el 19 de marzo de 1920.
La última visita de Wilson a la Sala del Presidente fue particularmente dolorosa. El 4 de marzo de 1921, mientras firmaba la legislación de fin de sesión, el presidente del Comité de Relaciones Exteriores, Henry Cabot Lodge (republicano de Massachusetts), que había encabezado la lucha contra el tratado, le informó que el Congreso había completado su trabajo y esperaba "más comunicaciones de su parte". Con la salud quebrantada por una agotadora campaña para conseguir el apoyo popular al tratado, Wilson se negó a mirar a su adversario y respondió con un escueto "no tengo más comunicaciones".

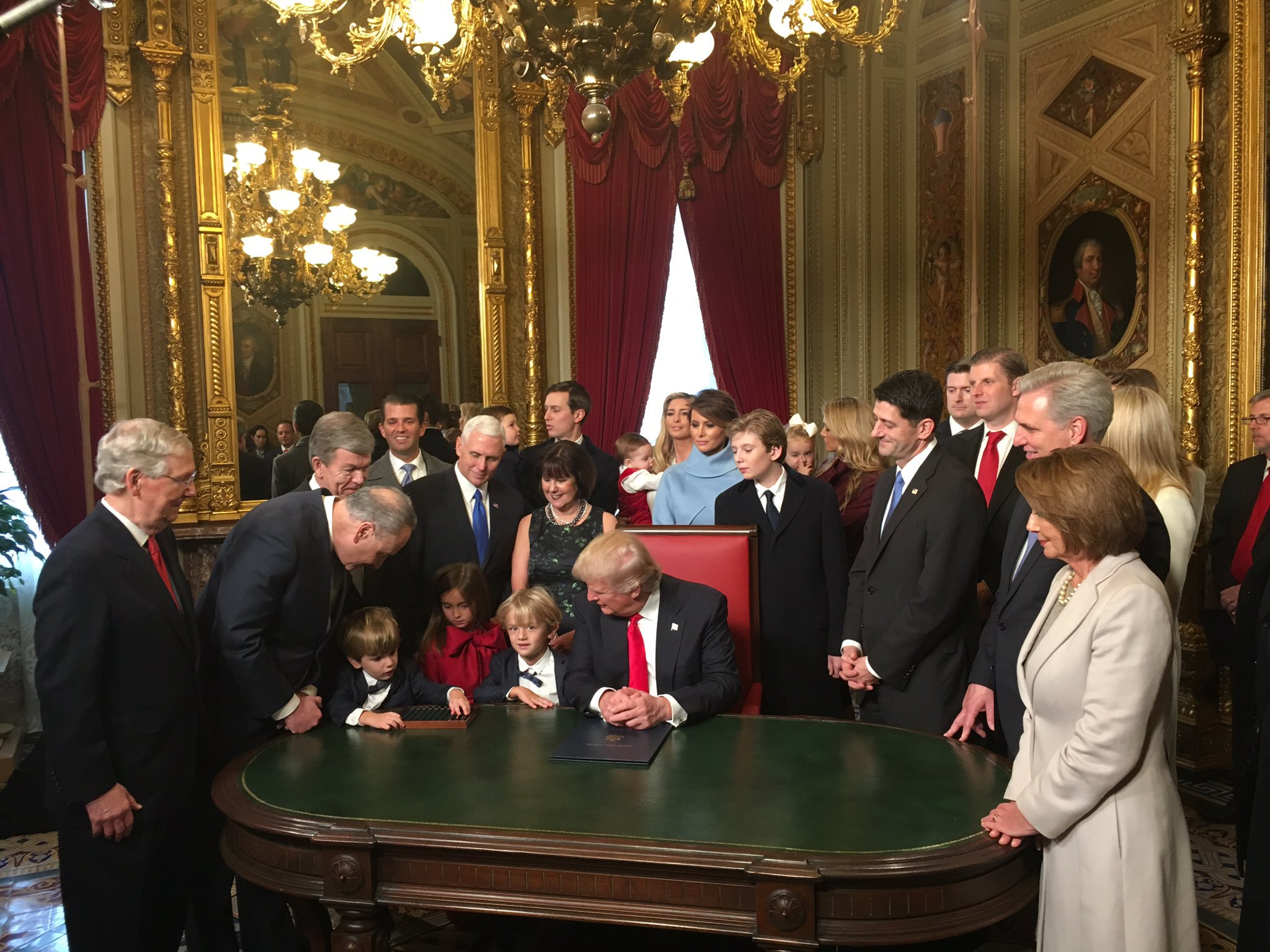
Donald Trump en la sala antes de firmar las órdenes el 20 de enero de 2017

El 6 de agosto de 1965, el presidente Lyndon B. Johnson se convirtió en el primer presidente en más de un cuarto de siglo en utilizar la Sala Presidencial para el propósito previsto, firmando la Ley de Derecho al Voto de 1965 después de una ceremonia conmovedora y emotiva en la Rotonda del Capitolio. Johnson había comparecido ante una sesión conjunta del Congreso el 15 de marzo de 1965 para instar a la aprobación del proyecto de ley que garantizaba la igualdad de derechos de voto para los ciudadanos afroamericanos. Regresó al Capitolio para firmar el acta, un gesto que, como explicó en sus memorias, tenía como objetivo "dramatizar la importancia que le atribuíamos a este proyecto de ley y darle toda la importancia al Congreso".
El senador Howard Baker, de Tennessee, había instado sin éxito al presidente Richard Nixon a trasladar sus oficinas de trabajo al Capitolio, dejando la Casa Blanca como alojamiento ceremonial y residencial del presidente. Asimismo, Jimmy Carter había expresado sus intenciones de utilizar la sala de firmas cuando asumió el cargo en 1977, pero nunca las llevó a cabo.
En los días posteriores a su victoria electoral de noviembre de 1980, el presidente electo Ronald Reagan miró hacia el Capitolio y dijo a los periodistas: "¡Preparen la Sala del Presidente!". Cumpliendo su promesa, Reagan hizo de la Sala del Presidente su primera parada después de abandonar la plataforma inaugural del Capitolio el 20 de enero de 1981. Acompañado por el vicepresidente George H. W. Bush, los líderes del Senado Howard Baker y Robert C. Byrd, y un gran contingente de medios de comunicación, el nuevo presidente firmó nominaciones para puestos en el gabinete de Estados Unidos y una orden que congela el empleo federal. En varias ocasiones durante los meses siguientes, Reagan regresó a esta sala para reunirse con los líderes del Congreso para tratar un acuerdo presupuestario. Siguiendo el ejemplo de Reagan, George H. W. Bush, Bill Clinton, George W. Bush, Barack Obama, Donald Trump y Joe Biden decidieron comenzar sus presidencias con una visita aquí.
Aunque los presidentes desde Lyndon Johnson han utilizado la sala para diversos fines durante sus mandatos, Johnson fue aparentemente el último presidente en firmar leyes en la Sala del Presidente hasta Donald Trump. Trump firmó un proyecto de ley en su primer día en el cargo, el 20 de enero de 2017, eliminando el período de espera de siete años para que un ex oficial militar se desempeñe como Secretario de Defensa. Esa ley permitió que James Mattis fuera nominado.